# Delningsekonomi
Delningsekonomi (efter engelskans sharing economy) innebär olika arrangemang för att hyra, dela eller låna saker istället för att själv äga dem. Även olika möjligheter att ta del av tjänster, byta och ge bort saker räknas in i begreppet. Ett annat namn för företeelsen är gemensam konsumtion (från engelskans collaborative consumption) som fokuserar på att dessa arrangemang kan möjliggöra för fler personer att konsumera en vara jämfört med om de var och en skulle köpa den.
Begreppet delningsekonomi används framför allt på de tillfällen när Internet och annan informationsteknik används för att möjliggöra delningen, bytet, hyran eller liknande. Exempel är uthyrningstjänsten Tickital där digitala periodbiljetter delas mellan användarna, samåkningstjänsten Skjutsgruppen, övernattningstjänster som Couchsurfing, bilpooler och tjänster som uthyrning av mötesrum företag emellan. Även taxitjänster som Uber eller hyra av en ny märkesväska för en kväll kan avses. Med en bred definition skulle även konventionella hyrbilsfirmor och taxirörelser kunna räknas in i delningsekonomin, men begreppet används oftast om "peer-to-peer"-företeelser och annat som etablerats först under Internet-eran. I Oxford dictionary definieras delningsekonomi på följande sätt: ett ekonomiskt system i vilket tillgångar eller tjänster delas mellan privatpersoner, antingen utan kostnad eller till en avgift, oftast via internet.
Begreppet delningsekonomi har använts på svenska sedan 2013 och har kommit att bli omdiskuterat. En av de huvudsakliga anledningarna är att delningsekonomi kan komma att stöpa om sektorer inom samhällsekonomin och därför få omfattande politiska konsekvenser.

## Felbenämning
I en artikel i Harvard Business Review, argumenterar författarna authors Giana M. Eckhardt och Fleura Bardhi att "delningsekonomi"  är en felbenämning och att den korrekta benämningen är tillgångsekonomi. De säger "When "sharing" is market-mediated—when a company is an intermediary between consumers who don't know each other—it is no longer sharing at all. Rather, consumers are paying to access someone else's goods or services."
Begreppet "delningsekonomi" har ofta betraktats som en oxymoron, och en felbenämning av vanliga kommersiella transaktioner. Arnould och Rose föreslår att ersätta den tvetydiga dermen "delning" med mutualism. En skillnad kan göras mellan fri mutualism, såsom uppriktig delning, och vinstdriven mutualism, såsom Uber, Airbnb, and Taskrabbit.
I en rapport från 2019 noterar fackförbundet Saco att termen delningekonomi kan upplevas missvisande och att det finns närliggande begrepp som plattformsekonomi och gigekonomi.
Så även om det finns framgångsrika plattformar som handlar om att dela på en resurs har termen kritiserats för att vara missvisande.

## Kollaborativ ekonomi
Kollaborativ ekonomi utgör en förgrening av delningsekonomin med fokus på icke-monetära transaktionsmodeller. Inom delningsekonomin ingår alla tjänster, verktyg och saker du kan hyra, byta, låna, dela ge och få. Inom den kollaborativa ekonomin ingår däremot endast de transaktionstyper som inte innefattar monetära transaktioner. Inom den kollaborativa ekonomin är det oftast tillit som är den valuta som avgör om transaktioner kommer att (kunna) utföras.